# Бодиу, Филимон
Филимон Ефтимович Бодиу (рум. Filimon Bodiu; около 1910, Мындрешты, Белецкий уезд, Бессарабская губерния — 16 ноября 1950, Мындрешты, Теленештский район, Молдавская ССР) — молдавский крестьянин, основатель и лидер подпольной антисоветской организации своего имени. Антикоммунист, панрумынист. Вёл антисоветскую агитацию, совершал нападения и убийства советских функционеров и активистов. Погиб в боестолкновении с сотрудниками госбезопасности.

## Уход в подполье
Родился в селе Мындрешты Оргеевского уезда Бессарабской губернии Российской империи. Точная дата рождения Филимона Бодиу неизвестна (предположительно около 1910 года). С 1934 был женат на Олимпиаде Бодиу, имел двух детей — сына Иона и дочь Юлию.
Крестьянская семья Бодиу была настроена консервативно и крайне антикоммунистически. В 1944 Филимон Бодиу был арестован советскими властями за распространение листовок и хранение пистолета. Сумел бежать, перешёл на нелегальное положение.

## Создание организации
В 1945 году Филимон Бодиу создал подпольную организацию. Руководящее ядро составляла чета Бодиу, в группу по факту вошли одиннадцатилетний на тот момент Ион и девятилетняя Юлия. Примкнули несколько единомышленников — антисоветски настроенных крестьян.
Группа действовала в подполье, её члены, прежде всего семья Бодиу постоянно имели при себе оружие. Бодиу постоянно перемещался по временным укрытиям в пятнадцати деревнях. Продемонстрировал выдающиеся мобильно-конспиративные способности. С помощью члена группы Штефана Волонтира — секретаря мындрештинского сельсовета — муж и жена Бодиу получили документы на фамилию Гросу. В периоды особой опасности Ион и Юлия переправлялись к Елизавете, сестре Олимпиады. Филимон использовал имена Андрей и Димитрий, Олимпиада — имя Люба. Скрываясь, Филимон Бодиу работал кузнецом и чернорабочим.

## «От меня не избавиться»
Организация Бодиу ставила себе в задачу ведение антисоветской агитации, препятствие созданию колхозов и комсомольских ячеек, противодействие атеистической и антицерковной политике, срыв партийно-советских мероприятий. Обычно агитация велась через личные встречи и непосредственные собеседования с крестьянами. Чаще других выступали Филимон Бодиу. Письменные речи готовила для него сельская учительница Екатерина Видрашку.
Бодиу жёстко обличал советские порядки и политику ВКП(б). Прогнозировал также войну между СССР и США, в которой Советский Союз потерпит поражение.
Собрания проводились как в крестьянских домах, так и в колхозных помещениях. Бодиу периодически появлялся в присутственных местах, посещал членов и руководителей сельсоветов, колхозных председателей и бригадиров, директоров школ. Именно личные посещения наводили страх и вынуждали отказываться от запланированных действий — например, приглушалась антирелигиозная пропаганда, прекращались принудительные реквизиции зерна у крестьян. Кроме того, Бодиу направлял за своей подписью письма официальным лицам с угрозами и предупреждениями.

Я, Филимон Бодиу, обращаюсь к сельсовету… Вам не поможет даже полк милиции. От меня не избавиться, даже если меня повесить… Я знаю, комсомольцы собираются превратить церковь в клуб. Не делайте этого. Позаботьтесь о том, чтобы школа не вела антирелигиозную пропаганду. Не смейте снимать кресты с детей

Бодиу отличался суровостью характера, патриархальным консерватизмом мировоззрения, резкой вспыльчивостью, глубокой православной религиозностью. На проявления атеизма он реагировал с крайней жёсткостью. Юноши и девушки, порывавшие с религией или вступавшие в комсомол, подвергались жестоким наказаниям — рукоприкладству, принудительному выпиванию большого количества воды. Говорить с собой он позволял только на румынском языке, требовал обращения «господин», запрещал в общении слово «товарищ».

## Убийства
Группа Филимона Бодиу провела несколько повстанческих акций. Во всех таких действиях Бодиу участвовал лично. Убийства коммунистов и советских функционеров он считал не терактами, а исполнением приговоров, которые выносил собственным судом.
Лично Филимоном Бодиу либо при его непосредственном участии были убиты начальник сельской милиции Лука Барбарош, милиционеры Ион Богонос и Василе Георгитэ, председатель сельсовета Ефим Буруянэ, председатель колхоза Думитру Косован, колхозный активист Леонтий Касьян. Днём публично Бодиу застрелил советского активиста Василе Гаврилицэ, который ранее пытался передать его в руки милиции. Гаврилицэ пробовал защитить случайный прохожий Николае Раиляну и тоже был убит.
Кроме того, Бодиу приписываются убийства секретаря сельсовета Сары Бурд и одного из членов группы Александру Аппарату. Однако в этих двух случаях доказательства отсутствуют.
В рапорте министра внутренних дел Молдавской ССР генерал-лейтенанта Тутушкина министру внутренних дел СССР генерал-полковнику Круглову Филимон Бодиу характеризовался как «главарь банды из семи кулаков, бандит и террорист, совершивший много убийств и разбойных нападений». За голову Филимона Бодиу была объявлена денежная награда: 25 тысяч рублей за живого, 15 тысяч за мёртвого. Исследователи отмечают, однако, что крестьянская среда воспринимала деятельность группы Бодиу как политическую, а не уголовную — в противном случае поддержка была бы исключена, и организация не смогла бы продержаться в течение пяти лет.

## Гибель
Осенью 1950 года Филимон, Олимпиада, Ион и Юлия Бодиу скрывались в селе Мындрешть, у члена организации Порфира Суручану. Там они были выслежены МГБ с помощью бывшего связного группы.
Командир отряда МГБ потребовал сдаться. Бодиу отказались и приняли безнадёжный бой. Филимон и Ион погибли в перестрелке, но прикрыли уход Юлии, которой отец приказал бежать. Олимпиада была тяжело ранена и арестована.

## Судьбы семьи и соратников
По делу группы Филимона Бодиу в общей сложности были осуждены 32 человека. Онисим Рошка, присутствовавший при убийстве Леонтия Касьяна, получил смертный приговор, 31 подсудимый (в основном не члены организации, а связанные с ними крестьяне) — различные сроки в ГУЛАГе. 16 человек, в том числе Олимпиада Бодиу, Екатерина Видрашку, Штефан Волонтир, семья Суручану, были приговорены к 25 годам заключения. В 1956 году сроки членам группы Бодиу были сокращены до 10 лет.
Олимпиада Бодиу вернулась в Молдавию в 1965. Дом семьи Бодиу был разрушен, поэтому она жила у сестры. Скончалась в 1971. Юлия Бодиу несколько лет скрывалась у сочувствующих крестьян. Доподлинно её судьба после 1950-х годов осталась не выясненной, обнаружить её не удалось.
В 1995—1996 годах Высшая судебная палата Молдавии реабилитировала нескольких членов группы Филимона Бодиу, в том числе Штефана Волонтира и Георге Суручану (сын Порфира Суручану, несовершеннолетнего в 1950 году). Однако примерно половине организации, включая Филимона и Олимпиаду Бодиу, в реабилитации было отказано.

## Отражение в кино
Гибель Филимона Бодиу детально отражена в эпизоде последнего боя Томы Стратана из художественного фильма Коршуны добычей не делятся: столкновение с МГБ, гибель отца и сына, ранение жены, бегство дочери. Однако в целом образ Стратана имеет мало общего с реальным Бодиу.